# Мерцедес-Бенц М-класа
Мерцедес-Бенц М-класе луксузни је теренски аутомобил, прво понуђен 1997, као модел за 1998. годину, а направљен од стране немачког произвођача аутомобила Мерцедес-Бенца. Постепено, М Класа постаје продајни успех у Сједињеним Државама и Мексику. У погледу величине, представља прорез између мањег возила ГЛК класе (на основу Ц класе) и већег возила ГЛ класе, са којим дели платформу.
Данас је сва производња ове класе пребачена у производне погоне близу Венса у Алабами, Сједињеним Америчким Државама.